# 辛向量空间
数学中，一个辛矢量空间是带有辛形式 ω 的向量空间 V，所谓辛形式即一个非退化斜对称的双线性形式。
确切地说，一个辛形式是一个双线性形式  ω ：V × V → R 满足：
- 斜对称：ω(u, v) = −ω(v, u)，对所有 u, v ∈ V 成立；
- 非退化：如果 ω(u, v) = 0 对所有 v ∈ V 成立，那么 u = 0 。

取定一组基，ω 能表示为一个矩阵。以上两个条件表明这个矩阵必须是斜对称非奇异矩阵。这不同于下面将介绍的辛矩阵，辛矩阵表示空间的一个辛变换。
如果 V 是有限维的那么维数必须为偶数，因为每个奇数阶斜对称矩阵的行列式为 0。
非退化斜对称双线性形式和非退化“对称”双线性形式，比如欧几里得向量空间的内积，的表现非常不同。欧几里得内积 g，对任何非零向量 v，均有 g(v,v) > 0  成立；但是一个辛形式 ω 满足  ω(v,v) = 0 。

## 标准辛空间
标准辛空间 R2n 带有由一个非奇异斜对称矩阵给出的辛形式 ω。典型地，ω 写成矩阵形式表为分块矩阵
{\displaystyle \omega ={\begin{bmatrix}0&I_{n}\\-I_{n}&0\end{bmatrix}}}
这里 In 是 n × n 单位矩阵。用基向量表示
{\displaystyle (x_{1},\ldots ,x_{n},y_{1},\ldots ,y_{n})}:
{\displaystyle \omega (x_{i},y_{j})=-\omega (y_{j},x_{i})=\delta _{ij}\,}
{\displaystyle \omega (x_{i},x_{j})=\omega (y_{i},y_{j})=0.\,}
一个经过修改的正交化过程指出任何有限维辛向量空间都有这样一组基，经常称为达布基或辛基底。
有另外一种方式理解标准辛形式。因上面所使用的带有标准结构的模型空间 Rn 容易导致误会，我们用一个“匿名”空间替代之。设 V 是一个 n-维实向量空间，V∗ 为其对偶空间。现在考虑直和 W := V ⊕ V∗，带有如下形式：
{\displaystyle \omega (x\oplus \eta ,y\oplus \xi )=\xi (x)-\eta (y).}
选取 V 的任何一组基 (v1, …, vn) ，考虑其对偶基
{\displaystyle (v_{1}^{*},\ldots ,v_{n}^{*}).}
我们能将基理解成在 W 中的向量。若记
xi = (vi, 0) 和 yi = (0, vi∗)，将它们放在一块，组成了 W 一组完整的基，
{\displaystyle (x_{1},\ldots ,x_{n},y_{1},\ldots ,y_{n}).}
这里定义的形式 {\displaystyle \omega } 可以证明具有本节最初的那些性质，换句话说，每一个辛结构都同构于一个形如V ⊕ V∗的形式。
对子空间V的选择不是唯一的,对V选择的过程称为极化. 给出了一个这样的同构的子空间称为一个拉格朗日子空间或简称拉氏子空间.
更加明确的说，给定一个拉氏子空间(如之前定义), 那么对基 {\displaystyle (x_{1},\ldots ,x_{n})}的选择，通过性质{\displaystyle \omega (x_{i},y_{j})=\delta _{ij}.}决定了对应的一组对偶基.

### 类比复结构
每一个辛结构都同构于一个形如V ⊕ V∗的形式，（某个向量空间上的）每一个复结构都同构于一个形如V ⊕ V∗的形式。利用这些结构，一个n-维流形的切丛,看做一个2n-维流形,拥有一个殆复结构,并且一个n-维流形余切丛,看做一个2n-维流形,拥有一个辛结构: {\displaystyle T_{*}(T^{*}M)_{p}=T_{p}(M)\oplus (T_{p}(M))^{*}.}
拉格朗日子空间在复空间中的类似物是其实部构成的实子空间，这个实子空间的复化则是全空间W = V ⊕ J'V。

## 体积形式
设  ω 是一个 n-维实向量空间 V 上的形式，ω ∈ Λ2(V)。那么  ω 非退化当且仅当 n 是偶数，且 ωn/2 = ω ∧ … ∧ ω 是一个体积形式。n-维向量空间 V 上的体积形式是（惟一） n-形式 e1∗ ∧ … ∧ en∗ 非零乘积，这里 ei 是 V 上的标准基。
对上一节定义的标准基，我们有
{\displaystyle \omega ^{n}=(-1)^{n/2}x_{1}^{*}\wedge \ldots \wedge x_{n}^{*}\wedge y_{1}^{*}\wedge \ldots \wedge y_{n}^{*}.}
重排即
{\displaystyle \omega ^{n}=x_{1}^{*}\wedge y_{1}^{*}\wedge \ldots \wedge x_{n}^{*}\wedge y_{n}^{*}.}
定义 ωn 或 (−1)n/2ωn 为标准体积形式。也许会有一个因子 n!，这取决于外形式定义的反对称化是否包含因子 n!。体积形式定义了辛向量空间 (V, ω) 的一个定向。

## 辛映射
假设 {\displaystyle (V,\omega )} 和 {\displaystyle (W,\rho )} 是辛向量空间，那么线性映射 {\displaystyle f:V\rightarrow W} 称为一个辛映射当且仅当拉回 {\displaystyle f^{*}} 保持辛形式，即 {\displaystyle f^{*}\rho =\omega } 。拉回形式的定义为：
{\displaystyle f^{*}\rho (u,v)=\rho (f(u),f(v))}
从而 f 是一个辛映射当且仅当
{\displaystyle \rho (f(u),f(v))=\omega (u,v)}
对 V 中所有 u 和 v 成立。特别的，辛映射保持体积形式，保定向，是同构。

## 辛群
如果 V = W，则一个辛映射称为 V 上的线性辛变换。特别的，在这种情形我们有： 
{\displaystyle \omega (f(u),f(v))=\omega (u,v)\;,}
从而线性变换 f 保持辛形式。所有辛变换的集合组成一个群，且是一个李群，称为辛群，记作 Sp(V) 或者 Sp(V,ω) 。辛变换的矩阵形式由辛矩阵给出。

## 子空间
设 W 是 V 的一个线性子空间，定义 W 的辛补（空间）为子空间：
{\displaystyle W^{\perp }=\{v\in V\mid \omega (v,w)=0\;}对所有 {\displaystyle w\in W\}.}
辛补满足
{\displaystyle (W^{\perp })^{\perp }=W}
和
{\displaystyle \dim W+\dim W^{\perp }=\dim V.}
但是，不像正交补， W⊥ ∩ W 不一定为 {0}。我们讨论四种情形：
- W 是辛子空间，如果 W⊥ ∩ W = {0}。当且仅当 ω 在 W 上的限制是非退化时成立。带有限制形式的一个辛子空间本身也是一个辛向量空间。
- W 是迷向子空间，如果 W ⊆ W⊥。当且仅当 ω 限制在 W  上为 0 时成立。任何 1-维子空间都是迷向的。
- W 是余迷向子空间，如果  W⊥ ⊆ W。 W 是余迷向的当且仅当ω 在商空间 W/W⊥ 上非退化。等价地 W 是余迷向的当且仅当 W⊥ 是迷向的。任何余维数为 1 的子空间都是余迷向的。
- W 是拉格朗日子空间，如果  W = W⊥。一个子空间是拉格朗日的当且仅当它既是迷向又是余迷向的。在有限维向量空间，一个拉格朗日子空间是维数为 V 之一半的迷向子空间。任何迷向子空间可以扩充为一个拉格朗日子空间。

对上面的标准向量空间 R2n，
- 由 {x1, y1} 生成的子空间是辛子空间；
- 由 {x1, x2} 生成的子空间是迷向子空间；
- 由 {x1, x2, …, xn, y1} 生成的子空间是余迷向子空间；
- 由 {x1, x2, …, xn} 生成的子空间是拉格朗日子空间。

## 其它性质
注意到辛形式满足正则对易关系，从而辛向量空间的加法群有个中心扩张，这个中心扩张恰是海森伯群。

## 又见
- 辛流形是每一點的切空間上帶有光滑“閉”辛形式的光滑流形；
- 辛表示是一個群元素的作用都是辛變換的群表示；
- 马斯诺夫指标。

## 脚注与参考
1. ↑  不同作者有不同偏好。

- Ralph Abraham and Jarrold E. Marsden, Foundations of Mechanics, (1978) Benjamin-Cummings, London ISBN 0-8053-0102-X See chapter 3.
- J.柯歇尔、邹异明，辛几何引论，科学出版社，1999年2月。